# Warnstorfia fontinaliopsis
Warnstorfia fontinaliopsis (Müll. Hal.) Ochyra, 2001 è un muschio della famiglia Calliergonaceae diffuso in Antartide.

## Distribuzione e habitat
È una specie subantartico-antartica con areale circumpolare, che si estende limitatamente nella zona freddo-temperata, in Terra del Fuoco. È presente nelle isole del Principe Edoardo, nelle Isole Kerguelen, nell'Isola del Sud della Nuova Zelanda, nonché nelle isole Auckland e nelle isole Campbell. La specie è diffusa nelle isole Shetland meridionali e nelle Isole Orcadi Meridionali, nonché in numerose aree della penisola Antartica, tra cui dodici stazioni nella Costa di Graham, due stazioni isolate nella Costa di Fallières, ove raggiunge il limite meridionale del suo areale, una singola stazione nella Costa di Davis e sette stazioni nella Costa di Danco.

La specie è inoltre segnalata nell'arcipelago Palmer, in particolare sulla costa meridionale dell'isola Anvers e sull'isola di Litchfield, e in numerose altre isole e isolotti tra cui: l'isola di Booth e le isole Argentina, nell'arcipelago Wilhelm, l'Isola Verde, nelle Isole Berthelot, l'isola Lahille, situata al largo della parte settentrionale della Costa di Graham, l'isola Hook, nelle isole Biscoe e l'isola Avian, un piccolo isolotto che sorge nella Baia Margherita, a sud dell'isola Adelaide.
È un muschio idrofilo che cresce in habitat costantemente bagnati o umidi, comprese pareti rocciose, terreni bagnati, raccolte di humus in fessure e depressioni rocciose, margini di ruscelli e canali di acqua, stagni, laghi e paludi.